# David Wilkerson
David Wilkerson, född 19 maj 1931 i Hammond i Indiana, död 27 april 2011 nära Cuney i Cherokee County i Texas, var en amerikansk evangelist.
Driven av en stark nöd och en enkel maning i sitt inre, som han tog emot under en ensam bönestund i sitt hem, kom han 1958 som ung pastor till New York för att arbeta med kriminella, utsatta ungdomar. Detta ledde grundandet den världsvitt missionerande och drogrehabiliterande organisationen Teen Challenge. Utöver detta som återges i Korset och stiletten är han mest känd för sina starka profetiska budskap och som ledare för Times Square Church på Manhattan. Wilkerson omkom 2011 i en bilolycka.